# کیتی بومن

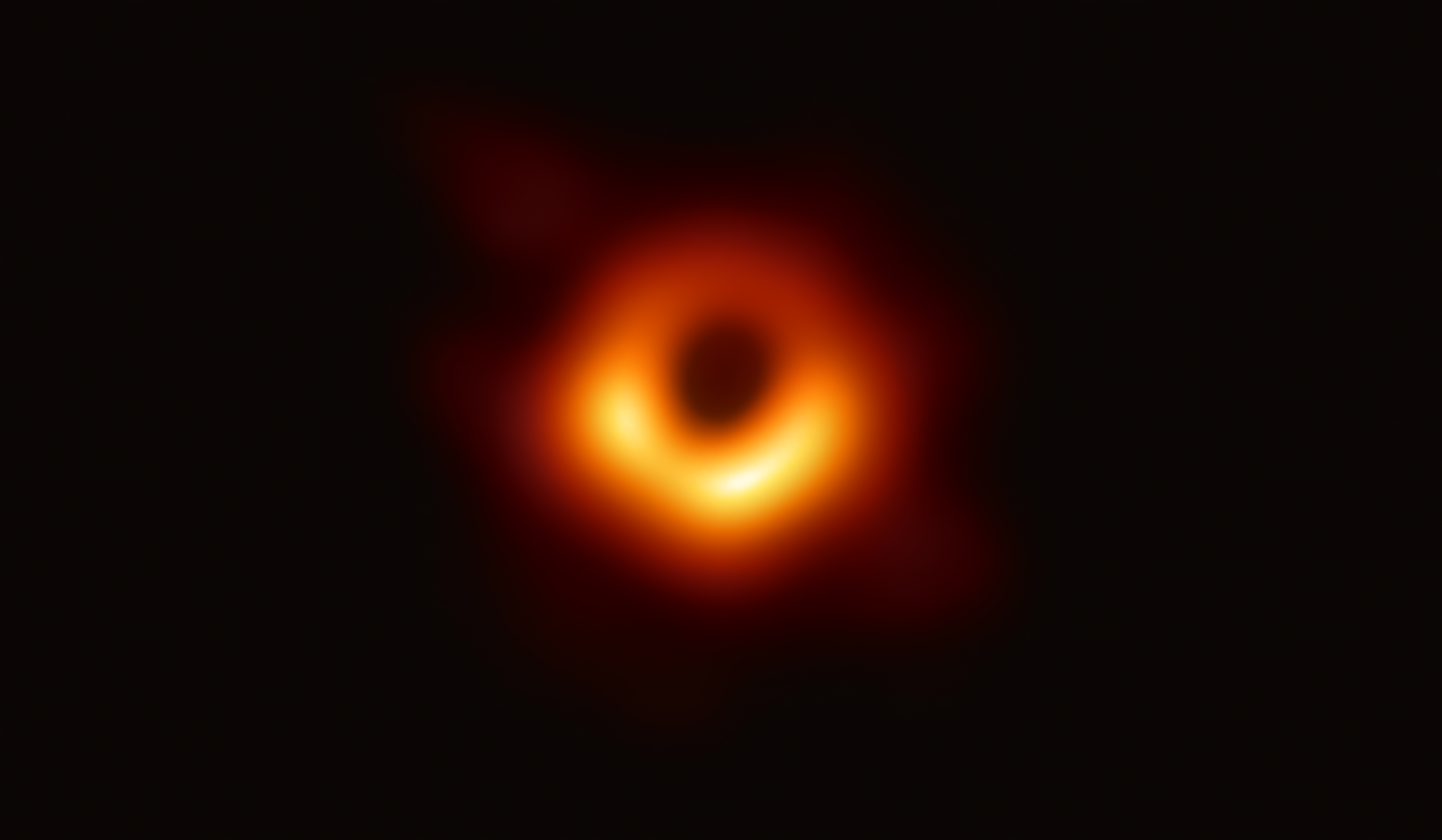
اولین تصویر مستقیم یک سیاهچاله که توسط تلسکوپ فضایافق رویداد گرفته و در آوریل ۲۰۱۹ منتشر شده‌است

کاترین لوئیس بومن (به انگلیسی: Katherine Louise Bouman) (متولد ۱۹۸۹/۱۹۹۰ (۳۴–۳۵ سال)) دانشمند تصویربرداری آمریکایی است و از ژوئن ۲۰۱۹ استادیار علوم رایانه و ریاضی در موسسه فناوری کالیفرنیا است. او بر روی روش‌های محاسباتی برای تصویربرداری تحقیق می‌کند او به اشتباه چهرهٔ سیاهچاله معرفی شد در حالی که بخشی از تیم ۲۰۰ نفره‌ای بود که در پروژه ثبت اولین تصویر از سیاهچاله مشارکت داشت.

## سنین جوانی و تحصیل
بومن در غرب لافایت، ایندیانا بزرگ شد و در سال ۲۰۰۷ از دبیرستان لافائیت غربی فارغ‌التحصیل شد. پدرش، چارلز بومن، استاد مهندسی برق و کامپیوتر و مهندسی پزشکی در دانشگاه پردو است. به عنوان دانش‌آموز دبیرستانی، تحقیقاتی بر روی تصویربرداری در دانشگاه پردو انجام می‌داد و اولین بار در سال ۲۰۰۷ در مورد تلسکوپ افق رویداد در مدرسه مطالبی آموخت.
بومن در رشتهٔ مهندسی برق در دانشگاه میشیگان تحصیل کرد و در سال ۲۰۱۱ فارغ‌التحصیل شد. او مدرک کارشناسی ارشد مهندسی برق و علوم رایانه را ازموسسه فناوری ماساچوست به دست آورد و همچنین دکترای خود را نیز در آنجا به پایان رساند. بومن عضو رصدخانه های‌استک بود. پایان‌نامه کارشناسی‌ارشد او با نام «برآورد خواص مواد از طریق مشاهده حرکت»، جایزه Ernst Guillemin برای بهترین پایان‌نامه کارشناسی‌ارشد را دریافت کرد. بومن به عنوان دانشجوی پست دکتری به دانشگاه هاروارد پیوست و به عضویت تیم «تصویربرداری تلسکوپ فضایی رویداد» درآمد. در سال ۲۰۱۶، بومن سخنرانی با نام «چگونه از یک سیاهچاله عکس بگیرد» در TEDx ارائه داد که الگوریتم‌هایی را که در نهایت برای گرفتن اولین تصویر سیاهچاله استفاده شدند را، توضیح داد. او در سال ۲۰۱۷ دکترای خود را در زمینه مهندسی برق و علوم رایانه از MIT بدست آورد.

## تحقیقات و حرفه
بومن الگوریتمی که به نام Continuing High Resolution Recovery شناخته می‌شود را با استفاده از Patch priors یا CHIRP بست و توسعه داد. این الگوریتم البته در نهایت برای تصویربرداری از سیاهچالهٔ فوق‌سنگین در هستهٔ کهکشان مسیه ۸۷ استفاده نشد. در عوض آن، الگوریتم کلین بود که توسط جان هوبام معرفی و استفاده شد.
بومن در MIT مسئول الگوریتم مورد استفاده برای ایجاد اولین تصاویر سیاهچالهای است که در آوریل ۲۰۱۹ منتشر شد. اووظیفه پشتیبانی محاسباتی برای یادگیری نسبیت عام در رژیم منطقه قوی را برعهده داشت. الگوریتم ارائه شده داده‌های ناموجود تلسکوپ‌های سراسر جهان است را تکمیل می‌نمود.
بومن به عنوان استادیار در ژوئن ۲۰۱۹ به موسسه فناوری کالیفرنیا (Caltech) ملحق شد. او بر روی سیستم‌های جدید برای تصویربرداری محاسباتی با استفاده از دید رایانه‌ای و یادگیری ماشین کار می‌کند.